# Kelainocoris
Kelainocoris is een geslacht van wantsen uit de familie van de Reduviidae (Roofwantsen). Het geslacht werd voor het eerst wetenschappelijk beschreven door Kormilev in 1963.

## Soorten
Het genus is monotypisch en bevat alleen de volgende soort:

- Kelainocoris farri Kormilev, 1963